# Robert Ramšak
Robert Ramšak, né le 28 octobre 2006 à Munich en Allemagne, est un footballeur allemand qui évolue au poste d'avant-centre ou de milieu offensif au RB Leipzig.
Il possède également la nationalité croate et slovène.

## Biographie

### Carrière en club
Robert Ramšak a grandi en Allemagne, dans une famille composée d'une mère croate et un père slovène.
Il est formé par le Bayern Munich, ayant rejoint l'équipe de Bundesliga en 2014, et s'y imposant ensuite comme une des plus grosses promesses de sa génération,.

### Carrière en sélection
En mai 2023, Robert Ramšak est sélectionné avec l'équipe d'Allemagne des moins de 17 ans pour prendre part à l'Euro 2023 qui a lieu en Hongrie. L'Allemagne remporte la compétition en s'imposant contre la France aux tirs au but,,
Il est ensuite convoqué avec l'équipe des moins de 17 ans pour participer à la Coupe du monde des moins de 17 ans qui a lieu en novembre 2023,. Ramšak s'illustre lors du match de poule contre le Venezuela, où il marque deux buts pour une passe décisive.
L'Allemagne atteint la finale de la compétition après sa victoire aux tirs au but face à l'Argentine, à l'issue d'un match nul (3-3),.

## Palmarès
Allemagne -17 ans
- Championnat d'Europe -17 ans
  - Vainqueur en 2023
- Coupe du monde des moins de 17 ans
  - Vainqueur en 2023